# 夢渓筆談
『夢渓筆談』（ぼうけいひつだん）は、北宋の沈括（しんかつ）による随筆集。26巻。ほかに『補筆談』・『続筆談』がある。とくに科学技術関係の記事が多いことで知られる。

## 成立
沈括は没するまでの8年間、潤州（今の鎮江市）で隠居生活し、『夢渓筆談』はその間（おおむね北宋の元祐年間）に書かれた。夢渓とは隠居中の住居の名前。

## 構成
『夢渓筆談』正篇は最初は30巻あったらしいが、現行本は26巻からなり、17類に分けている。
- 故事（巻1-2）
- 弁証（巻3-4）
- 楽律（巻5-6）
- 象数（巻7-8）
- 人事（巻9-10）
- 官政（巻11-12）
- 権智（巻13）
- 芸文（巻14-16）
- 書画（巻17）
- 技芸（巻18）
- 器用（巻19）
- 神奇（巻20）
- 異事（巻21）
- 謬誤（巻22）
- 譏謔（巻23）
- 雑誌（巻24-25）
- 薬議（巻26）

ほかに『補筆談』（現行本では3巻）も同様に類分けされている。『続筆談』1巻は分類されていない。『補筆談』・『続筆談』はおそらく沈括の没後に遺稿をもとに編集されたものだろうという。胡道静によると全部で609条からなる。

## 内容
『夢渓筆談』の内容は多様である。胡道静は609条のうち社会科学関係が420条・自然科学関係が189条とする。科学技術関係で有名な記事をいくつかあげる。
- 日食や月食が毎月起こらないのは黄道と白道がずれているためとし、両者の交点は月に1度あまり移動することを指摘した。また羅睺や計都と呼ばれるものはこの交点のことだとした。（象数一）
- 惑星の運行について、従来の暦学者は遅速の数値をいじるだけで実際の惑星の動きを考慮していなかったとし、その動きを柳の葉に喩えている。（象数二）この柳の葉は西洋天文学の周転円と同じ働きをする[6]。
- 矩形数の総和を求める公式を記している。等差級数でも等比級数でもない級数は『夢渓筆談』以前には扱われたことがなかった[7]。（技芸）
- 唐の一行が囲碁のあり得るすべての盤面状態の数を計算しようとしたと言い、その方法を示す。n路盤の交点の種類はn2であり、各交点の取り得る状態は空・黒・白の3種類であるから、盤面状態の数は3n2になるとし、6路盤までの値を示す。19路盤の状態の数は「万」の字を52個並べた桁数になると言っている。（技芸）ただしこの数は囲碁の規則（黒と白が交互に打つなど）を無視しているし、19路盤の場合の桁数も正しくない[8]。
- 慶暦年間に畢昇が膠泥による活版印刷術を行ったことを記す。（技芸）
- 発掘された古代の銅器について数多く記している。（器用など）
- 治平元年（1064年）に常州に隕石が落ちた様子を詳しく記し、石の色も重さも鉄のようだったという。（神奇）
- 延州で石化した竹が発見されたことから、この土地がかつては今より湿潤だったのだろうかと言っている。（異事）
- 方位磁針に関する世界最古の記述がある。（雑誌一）
- 鄜延路（今の陝西省）の石油を原料とする墨を発明したことを記す。松は枯渇してしまうので、将来は地下に無尽蔵にある石油製の墨が流行すると予測している。なお石油そのものは以前から知られていたが、「石油」の語は『夢渓筆談』にはじめて現れる。（雑誌一）
- 太行山の崖に貝殻などがあるのを観察して、かつては海岸だったと判断している。（雑誌一）
- 立春を孟春1日、啓蟄を仲春1日……とする一種の太陽暦の提案（十二気暦を参照）。（補筆談巻2）

沈括は王安石のブレーンであり、『夢渓筆談』の記述は王安石の新法を理解するためにも重要である。

## テクスト
現行本の『夢渓筆談』正篇はみな南宋の乾道2年（1166年）の揚州州学刊本に由来するが、乾道本は現存していない。
現存最古の版本は元の大徳9年（1305年）刻本で（乾道本の重刻）、いったん宮中から流出したものを1965年に香港から買い戻し、現在は中国国家図書館が所蔵する。1975年に文物出版社から影印本が出版された。
現代中国では胡道静『夢渓筆談校証』（1956）が詳細な注釈を加え、逸文も集めている。胡道静は翌年『新校正夢渓筆談』を出版し、その後も研究を続けたが、文化大革命によって原稿はすべて失われた。

## 日本語訳
日本語の全訳は、坂出祥伸ら多数による京都大学の共同研究で提出された草稿を梅原郁が修正して注を加え、1978年に出版された。
- 沈括 著、梅原郁 訳『夢渓筆談』平凡社東洋文庫、1978,1981,1982。（全3巻）